# New York Herald

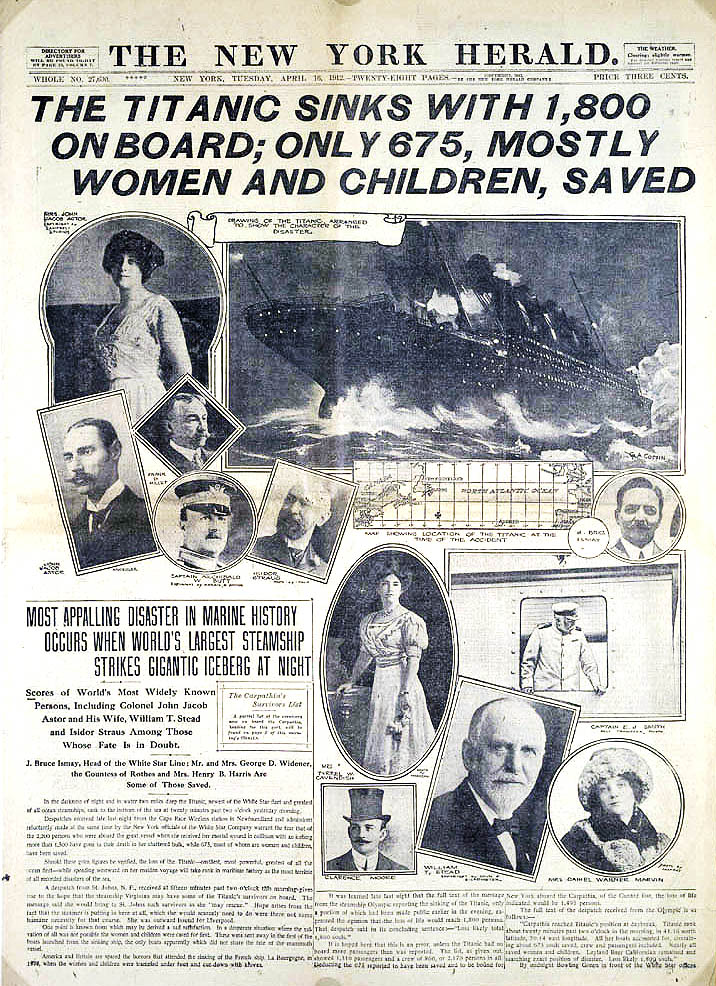
La prima pagina del New York Herald con l'affondamento del Titanic nel 1912

Il New York Herald è stato un giornale di New York di ampia diffusione, che è esistito dal 6 maggio 1835 al 1924.  È il secondo esempio di penny press dopo il New York Sun.

## Storia
Il primo numero del giornale fu pubblicato da James Gordon Bennett Senior (1795 - 1872).  Sotto la guida di suo figlio, James Gordon Bennett Jr. (1841 - 1918), il giornale finanziò la spedizione di Henry Morton Stanley in Africa per trovare David Livingstone, e nel 1879 supportò la sfortunata spedizione di G. W. De Long in Artide.
Il 4 ottobre 1887, Bennett Junior lanciò a Parigi l'edizione europea del New York Herald.  Dopo la morte di Gordon Bennett, nel 1922, il New York Herald venne incorporato al suo acerrimo concorrente, il New York Tribune, facendo nascere così il New York Herald Tribune.  Nel 1959, il giornale, insieme alla sua edizione europea, venne venduto a John Hay Whitney, l'allora ambasciatore statunitense in Gran Bretagna, per poi cessare le pubblicazioni nel 1966.  Il Washington Post e il New York Times acquisirono congiuntamente il controllo dell'edizione europea del giornale, rinominandolo in International Herald Tribune.  Quest'ultimo è ora completamente di proprietà del New York Times, e rimane un importante e influente giornale di lingua inglese, stampato in 26 zone del mondo e venduto in più di 180 paesi.